# プライベートアイズ
『プライベートアイズ』は、野村あきこによる日本の漫画作品。
『なかよし』（講談社）において、1995年12月号から1996年11月号まで連載された。連載終了後、『るんるん』（同）1997年7月号において、FILE0として本編の番外編（前日談）「プライベートファイル」が掲載された。本編12話および番外編1話の全13話。単行本は全3巻。

## 物語
清宮 里花（きよみや さとか）は、全寮制の女子校・聖園学園（みそのがくえん）に入学するも、人数調整の都合上ルームメイトがおらず、2人部屋に1人で寮生活を送っていた。そして8ヵ月後、ようやく待望のルームメイトができることに。
しかし、里花の前に現れたルームメイトの転校生・森村 時緒（もりむら ときお）は、なんと男だった。
じつは、時緒はスパイ。大切な幼馴染の若君を自由の身にするべく、学園内で起こる理事長派と学園長派の派閥争いを調査するため、同じく幼なじみでスパイの広瀬 碧（ひろせ みどり）、浅見 響子（あさみ きょうこ）とともに、女装して学園に潜入してきたのだ。
事情を知り、里花も3人に協力する事になるのだが……。

## 登場人物
清宮 里花（きよみや さとか）
主人公。聖園学園1年B組。16歳。身長155cm。血液型はA型。星座はてんびん座。
好きなものはキャロットケーキ、ミルクティー。苦手なものは心臓に悪いもの。趣味はかっこいい人の写真集め。彼氏いない歴16年。
読者的な立場となるように設定された主人公で、本編では特別な設定はない。
ただし、事件を調査する中で幾度となく危険な状況に陥り、また保健委員という立場から事件の調査に重要な情報を得ることができた。
碧と浅見の分析によると性格は温厚、まじめ、お人好し。誰にでもときめくミーハーでもある。
他人事にも親身に接し、感情が素直。碧からは「とてもあたたかくて一番大切なものをもっている」と評される。
時緒が学園に潜入する前は、人数の都合上、ルームメイトがいない状態だった。

森村 時緒（もりむら ときお）
聖園学園1年B組。16歳。里花のルームメイト。身長165cm（本人はたいして気にしていない）。血液型はB型。星座はおひつじ座。
好きなものはコーヒー、カップ麺、里花。苦手なものは束縛。趣味は女の子モード。
若君の依頼で聖園学園を調査する理事長派のスパイ。本人は他の生徒に自分は女だと思わせることができると自負しており女装して学園生活を送っている。意識して女子生徒を演じる時は「女の子モード」になる。浅見曰く童顔。
米国での留学経験からか、英語は編入試験で高得点を取る程優秀だが、国語が大の苦手。そのため台詞の中にも誤字が多く、よく里花達に訂正されている。また、それが災いして褒め言葉でさえ誤解を招くことも。学園生活では「やさしい漢字辞典」を手にしている姿がある。

広瀬 碧（ひろせ みどり）
聖園学園3年A組。浅見とはルームメイト。身長160cm。血液型はA型。星座はやぎ座。
好きなものはかわいいもの、きれいなもの。苦手なものは野蛮な人。趣味はのほほん。
若君の依頼により聖園学園を調査する理事長派のスパイで、時緒、浅見とは幼馴染み。
里花が憧れる聖園学園の先輩で他生徒からの人気も高い。
柔和な性格だが常に複数のハリセンを携帯していてそれを武器にツッコミを入れる。その一撃は浅見を気絶させる程の威力がある。技は竜巻扇。時緒曰く「ハリセン女王」。

デザインのモデルは斉藤由貴が演じたドラマの主人公。
浅見 響子（あさみ きょうこ）
聖園学園3年A組。碧とはルームメイト。身長172cm。血液型はO型。星座はしし座。
好きなものは自分がいいと思ったもの全部。苦手なものはハリセンをふりまわす奴。趣味は鍵空け。
若君の依頼により聖園学園を調査する理事長派のスパイで、時緒、碧とは幼馴染み。
じつは男で、時緒同様女装して学園生活を送っており、「響子」はスパイ用の偽名。
聖園学園寮の寮長を務めていて、寮長は寮生からの人気投票で決まるので浅見の人気は当然高い。事実、碧と並んで登校すれば二人に憧れる下級生で道は塞がり、調査の中で犯人の手に落ち行方不明となった際、周りに悟られないよう風邪で寝込んでいるということにすればそれを聞きつけた生徒達から大量の見舞い品が送られた。
幼少の頃からヘアピンひとつで扉の鍵を開けてしまうカギ師で、本人曰く「鍵開け一筋十八年」。時緒や碧からは「サギ師」と揶揄されており、里花にも「ヘアピン→カギ開け道具→カギ師→サギ師」で認識されている。碧には本編で浅見がカギ師として知られる前にもサギ師と言われている。

若君（わかぎみ）
身長170cm。血液型はA型。星座はさそり座。好きなものはなんでも。苦手なものはなし。趣味は読書。
エリートコースまっしぐら。理事長の後継に指名されたがそれに反発している。
序盤は写真の肖像としての出番ばかりで他のキャラと比べて出番が遅れたせいか、終盤の登場では眼鏡を外してポイントを稼ごうとしていた。その際時緒の左ストレートを防御しているが、幼少の頃から眼鏡をかけているにも関わらず裸眼で攻撃を捉えていたのかは謎。

香取（かとり）
聖園学園の教師。担当教科は英語で、1年B組の担任でもある。
理事長派の教師として里花や時緒達に協力する。時緒曰く「熱血教師」であるが…

加納 絢子（かのう あやこ）
聖園学園の教師。担当教科は理科。科学部顧問。聖園学園一の美人教師と名高い。

箱田 利一（はこた としかず）
聖園学園の教師。担当教科は数学。数学研究部顧問。27歳。左利き。
生徒からは「冷血箱田」と呼ばれて嫌われている。
何者かによってひき逃げされ意識不明の重体に。

加納 将士（かのう まさし）
聖園学園の学園長。聖園学園の理事長候補を狙っている。

野添（のぞえ）
聖園学園の教頭。理事長派代表。
聖園学園の学園長の座を狙っていて、学園長派の人間を追いやり加納を蹴落とそうと考えている。そのためにも理事長と若君を味方につけようとするなど出世欲が強い。
毎日昼食後の校内散歩を欠かさない。
新庄 尚久（しんじょう なおひさ）
聖園学園理事長。若君の祖父で唯一の肉親。
孫である若君を理事長の後継にすることを公言したことがもとになり学園内で派閥争いを起こしてしまったが、本人にとっては息子夫婦を亡くして以来孫の若君に夢を託してきた。学園の派閥争いによる辛労から長年の夢を捨てる覚悟で若君に交換条件を出した。

## 書誌情報
- 野村あきこ『プライベートアイズ』講談社〈KCなかよし〉全3巻
  1. 1996年8月3日発売、ISBN 4-06-178838-8[1]（FILE 01〜05収録）
  2. 1997年1月6日発売、ISBN 4-06-178852-3[2]（FILE 06〜10収録）
  3. 1997年9月3日発売、ISBN 4-06-178871-X[3]（FILE 11・12、前日談のFILE 00収録）